# Jiří Moravec
Jiří Moravec é um biólogo tcheco, especializado em zoologia e atualmente trabalha no Museu Nacional de Praga, onde é tutor de herpetologia. Recebeu seu PhD em zoologia na Universidade Carolina de Praga em 1991. Foi um dos responsáveis por descrever a espécie Pristimantis ashaninka, junto com Edgar Lehr.